# Pseudoyersinia canariensis
Pseudoyersinia canariensis Chopard, 1942 è un insetto mantoideo appartenente alla famiglia Mantidae, endemico delle Isole Canarie.

## Descrizione
Il corpo è tozzo, con addome corto e occhi assai conici. La colorazione è verdastra o talvolta brunastra.

## Distribuzione e habitat
La specie è endemica dell'isola di La Palma.